# Societetshuset i Öregrund
Societetshuset i Öregrund är ett societetshus i Öregrund, som öppnades 1894 som samlings- och sällskapslokaler för badortens badgäster.
Öregrund var en av de sista anlagda bad- och kurorterna från 1800-talsepoken i svenskt badliv. Öregrund Hafsbad AB öppnade 1885 ett varmbadhus vid stranden nedanför nuvarande Hasselbacken i Öregrund. Det innehöll också en societetssalong i den övre våningen, ovanför maskinrummet med pumpverk.
Den ursprungliga societetssalongen var obekväm att använda, då den kraftigt värmdes upp av utsläppt vattenånga, Därför togs initiativ 1893 till att bygga ett separat societetshus. Detta användes från 1919 också som biograf vintertid.
Badlivet i Öregrund minskade under 1930-talet. I slutet av andra världskriget användes Societetshuset som flyktingförläggning. Efter kriget anordnades dansaftnar, men från 1950-talet användes det bara som industri- och lagerlokal och fick förfalla. Östhammars kommun köpte senare Societetshuset. Det renoverades med hjälp av ideella krafter inom Bygdegårdsföreningen i Öregrund på 1990-talet och återinvigdes 1998.
Societetshuset drivs av Öregrunds bygdegårdsförening Societetshuset och används som samlingslokal och uthyrningslokal för privata fester.